# باب اسفنجی شلوار مکعبی: انتقام جوی زرد
باب اسفنجی شلوار مکعبی: انتقام جوی زرد یک بازی ویدیویی باب اسفنجی شلوار مکعبی است که توسط تانتالس مدیا ساخته شده و توسط تی اچ کیو برای نینتندو دی اس و پی اس پی منتشر شده است. این اولین بازی باب اسفنجی است که در هر دو کنسول منتشر شده است.

## طرح
باب اسفنجی هنگامی که کمربند خود را می بندد قدرت مرد دریا را بدست می آورد. متأسفانه باب اسفنجی به طور تصادفی حباب کثیف را با کمربند در ماشین لباسشویی قرار می دهد ، که باعث می شود او به حباب های کثیف بی شماری تقسیم شود. باب اسفنجی مجبور است جلوی شرورانی مانند من ری ، سینیستر اسلاگ ، میگوی جامبو، اتومیک فلاندر و حباب کثیف را بگیرد ،او با استفاده از قدرت های مرد دریا برای نجات بیکینی باتم این کار را باید عملی کند. داستان به Acts تقسیم می شود ، هر یک با یک شرور متفاوت سعی در ویران کردن بیکینی باتم دارند: من ری می خواهد گولاگون را طغیان کند. سینیستر اسلاگ نقشه ای شیطانی برای متوقف کردن استعدادیابی دارد. میگوی جامبو با کمک پلانکتون دستگاهی برای کوچک کردن مردم ایجاد می کند. اتومیک فلاندر باعث ایجاد هرج و مرج در پارک صنعتی می شود. و حباب کثیف با دستگاهی از میگوهای جامبو که در عمل سوم استفاده شده است ، بازمی گردند. او قصد دارد باب اسفنجی را با حباب های کوچک کثیف بیشتری ضرب کند.

## بازخورد
| گردآورنده | امتیاز | امتیاز          |
| گردآورنده | دی‌اس   | پلی‌استیشن همراه |
| --------- | ------ | --------------- |
| متاکریتیک | ۶۷٪    | ۴۸٪             |

| ناشر   | امتیاز | امتیاز          |
| ناشر   | دی‌اس   | پلی‌استیشن همراه |
| ------ | ------ | --------------- |
| گیم‌زون | ۷٫۵/۱۰ | ۵/۱۰            |
| آی‌جی‌ان | ۷٫۷/۱۰ | ۵٫۷/۱۰          |

در وب سایت متاکریتیک که سایت نظردهی بازی‌ها است، نسخه دی اس دارای ۶۷ درصد امتیاز است که نشان دهنده «بررسی مختلط یا متوسط» است، در حالی که نسخه پی اس پی با ۴۸ درصد، نشانگر «بررسی‌های معمولاً نامطلوب» است.